# Obrazovanje u Mađarskoj
Obrazovanje u Mađarskoj uglavnom je javno, a provodi ga Ministarstvo za ljudske resurse. 
Obrazovanje u predškolskim vrtićima obvezno je i predviđeno za svu djecu između tri i šest godina, nakon čega je pohađanje škole također obvezno do dobi od šesnaest godina. Osnovno obrazovanje obično traje osam godina. Srednjoškolsko obrazovanje uključuje tri tradicionalna tipa škola usredotočenih na različite akademske razine: gimnazija upisuje najdarovitiju djecu i priprema studente za sveučilišne studije; srednje strukovne škole za srednjoškolce traju četiri godine, a tehnička škola priprema učenike za strukovno obrazovanje i svijet rada. 
Sustav je djelomično fleksibilan i postoje mogućnosti promjena škole, na primjer diplomanti iz strukovne škole mogu postići dvogodišnji program za pristup strukovnom visokom obrazovanju. Trendovi u međunarodnoj studiji matematike i znanosti (TIMSS) ocijenili su mađarske učenike od 13 i 14 godina među najboljima na svijetu u područjima matematike i znanosti.
Većina mađarskih sveučilišta su javne ustanove, a studenti tradicionalno studiraju bez plaćanja naknade. Opći uvjet za upis na sveučilište je matura. Mađarski sustav javnoga visokoga obrazovanja obuhvaća sveučilišta i druge visokoškolske ustanove koji pružaju obrazovne programe i srodne stupnjeve do doktorskog stupnja te također doprinose istraživačkim aktivnostima. Zdravstveno osiguranje za studente je besplatno do kraja studija. 
Engleski i njemački jezik važni su u mađarskom visokom obrazovanju, postoji niz programskih stupnjeva koji se podučavaju na tim jezicima, što godišnje privlači tisuće studenata na razmjenama. Mađarsko visoko obrazovanje i osposobljavanje rangirano je kao 44. od 148 zemalja u Globalnom izvješću o konkurentnosti 2014. godine.